# حشاوی (روستا)
 حشاوی  به عربی ( الَحشاوی )، روستایی است در دهستان 

## جمعیت
جمعیت آن (۶۵) نفر (۶ خانوار) می‌باشد.